# Yellow Sun (kärnvapen)
Yellow Sun var den första brittiska strategiska atombomben. Namnet syftar endast på det yttre höljet; stridsspetsen kallades "Green Grass" i Yellow Sun Mk.1 och "Red Snow" i Yellow Sun Mk.2.
Yellow Sun-höljet är visuellt unikt på grund av dess helt platta nos. Detta gjorde att luftmotståndet tillät bombplanet att röra sig längre bort från stridsspetsen innan detonationen, och den andra var att den inte genererade samma slags chockvågor som en klassiskt utformad nos, vilket gjorde det lättare att ställa in exakt utlösninghöjd med barometrisk höjdmätare.
Höljet var cirka 6,4 m långt och 1,2 m i diameter. Mark 1-versionen med Green Grass-stridsspetsen vägde 3 289 kg. Mk.2-versionen med den lättare Red Snow-stridsspetsen på 770 kg hade extra ballast för att bibehålla den tidigare vikten samt ballistiska och aerodynamiska egenskaper, något som gjordes för att undvika ytterligare långa och dyra tester och utveckling av nya vapensystem.
Utplaceringen startade 1959–1960. Yellow Sun Mk.1 planerades att användas i nödfall och konstruerades inte för att lagras under längre perioder. Yellow Sun Mk. 2 togs i tjänst 1961 och förblev det primära luftburna brittiska kärnvapnet tills det ersattes med WE.177B 1966.